# Hampyeong-gun
Hampyeong (hangul: 함평군, hanja: 咸平郡) är en landskommun (gun)   i den sydkoreanska provinsen Södra Jeolla. Totalt har kommunen ett invånarantal på 32 685 (2020) och en area på 392 km².
Kommunen är indelad i en köping (eup) och åtta socknar (myeon):
Daedong-myeon,
Eomda-myeon,
Haebo-myeon,
Hakgyo-myeon,
Hampyeong-eup,
Nasan-myeon,
Singwang-myeon,
Sonbul-myeon och
Worya-myeon.